# Moverbia di Ranna
Moverbia di Ranna è stata una località, del comune italiano di Monticiano, nella provincia di Siena, in Toscana.

## Storia
L'abitato di Moverbia di Ranna era un Comunello, non più esistente, situato a circa 1 km in linea d'aria a ovest-sud-ovest dalla frazione Iesa, nel comune di Monticiano. È attualmente identificato in cartografia IGM 1:25.000 come "Ranna (Rud.e)".
Dopo avervi fatto fabbricare alcune case, il 15 maggio 1513 Vittorio Borghesi ottenne dalla Balia il privilegio e l'esenzione da tutti i pesi reali e personali, tasse, gabelle pedaggi e passaggi. Già a metà Settecento risultava poi interamente disabitato a causa del suo trovarsi in una profonda valle, circondato da monti elevati, che ne rendevano pessima l'aria.